# Хемиун
Хемиун или Хемиуну (егип. Ḥm Jwnw) — древнеегипетский зодчий периода IV династии Древнего царства. Хемиун является предполагаемым зодчим Великой пирамиды фараона Хуфу (Хеопса) в Гизе.

## Биография
Происхождение Хемиуна точно неизвестно. Он считается сыном царевича Нефермаата, происходившего из Медума, и его супруги Итет, племянником или двоюродным братом Хуфу и внуком Снофру. У Хемиуна было три сестры и множество братьев. О жене и детях Хемиуна нет данных.
Свой пост визиря наследовал после дяди Канефера, который получил его от Нефермаата.

## Титулатура
В гробнице назван наследным принцем, ловчим фараона в Нижнем Египте (jrj-pat HAtj-a xtmw-bjtj), «руководителем всех зодчих фараона». На его статуе, выставленной сегодня в Хильдесхайме указаны титулы: «сын фараона от его плоти», «верховный судья и чати», «Великий из пятерых Дома Тота» (sA nswt n XT=f tAjtj sAb TAtj wr djw pr-DHwtj).
Умер Хемуиун от болезни незадолго до окончания строительства Великой пирамиды, похоронен в сохранившейся мастабе неподалёку.

## Гробница

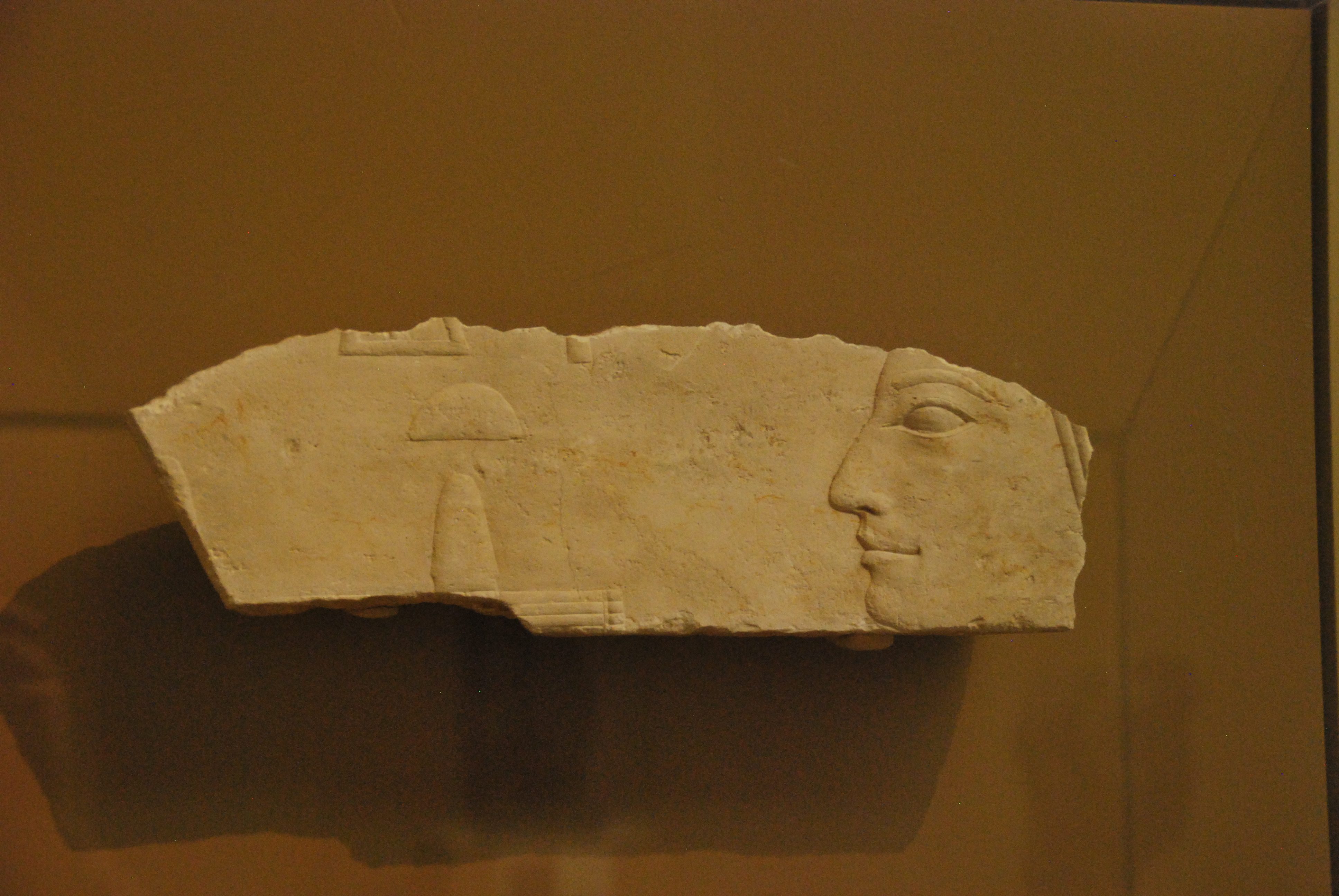
Изображение профиля Хемиуну по которому восстановили лицо статуи. Размер: 12.1 x 39.5 x 7 с. Бостонский музей изящных искусств

Мастаба Хемиуну (G4000) на западной стороне некрополя Гизы, возле пирамиды Хеопса датируется временем правления этого фараона. Необычным для того времени является наличие в мастабе двух погребальных камер, в одной из которых изображена, вероятно, одна из жён Хемиуну.
В северном сердабе в марте 1912 года немецким египтологом Германом Юнкером найдена известняковая статуя Хемиуну в полный рост, выставленная сегодня в Музее Рёмера и Пилицэуса в Хильдесхайме (Германия). Уникальность статуи заключается в реалистичности передачи облика Хемиуну, а также в том, что с эпохи Хеопса сохранилось мало архитектурных и художественных памятников. В мастабе найдены свидетельства древних разорителей могил. Инкрустации глаз статуи выковыряны грабителями, золотые пластины грубо сорваны, отчего была сломана правая рука и разбита голова статуи. Сегодня лицо Хемиуну восстановлено согласно его известняковому портретному изображению в профиль.